# Нормандия (герцогство)
Нормандия (лат. Normannia, норм. Normaundie, среднеангл. Northmannia, англ. Normandy, старофр. Normendie, фр. Normandie) — сначала особое герцогство, потом одна из провинций Франции.
Герцогство находилось на берегу Ла-Манша и граничило с Бретанью, Мэном, Орлеане, Иль-де-Франсом, Пикардией. Ныне территория герцогства входит в регион Нормандия (департаменты Сена Приморская, Эр, Орн, Кальвадос, Манш).

## Появление норманнов во Франции
По своему географическому положению приморская часть Нейстрии более других частей Франции подвергалась опустошительным нападениям норманнов. Устье Сены долго служило им надёжным убежищем, откуда они производили набеги на французские города. В конце IX века во главе вторгавшихся в северную Францию норманнов стал изгнанный из Норвегии конунгом Харальдом Прекрасноволосым Роллон, или Рольф (Hrolf), сын Рогнвальда. На берегу моря он поклялся «что умрёт или станет властелином любой земли, которую сможет завоевать». После нескольких вторжений Роллон прочно утвердился в северной Нейстрии, которая и получила имя «Нормандия» (то есть страна норманнов — лат. terra Northmannorum). Согласно Сен-Клер-сюр-Эптскому договору (911 год) французский король Карл Простоватый уступил ему часть Нейстрии, между рекой Эпт и морем, при условии, что Роллон признаёт себя вассалом короля и обратится в христианство. Роллон крестился и женился на дочери Карла, Гизеле, но поддерживал отношения со своей не венчанной женой Поппой, дочерью Беренгера, маркиза Нейстрии, и стал родоначальником нормандских герцогов. Он раздал земли своим соратникам, число которых увеличивалось благодаря норманнским отрядам, прибывавшим с севера. После смерти Гизелы Роллон женился на Поппе. По его примеру многие норманны приняли христианство. Довольно скоро норманны стали усваивать французский язык; свой родной они сохраняли дольше лишь в Нижней Нормандии. Впрочем, и теперь в нормандском наречии есть слова, указывающие на влияние скандинавского элемента. Норманнское влияние сказывалось довольно долго в воинственности жителей Нормандии и в их страсти к отдалённым экспедициям (завоевание нормандцами Англии и Южной Италии, участие в крестовых походах).

## X век: Войны с соседями
В первое время норманнам приходилось выдерживать упорную борьбу с соседями: Пикардией, Фландрией, Иль-де-Франсом, и особенно с Бретанью, которая должна была вскоре признать нормандского герцога своим сюзереном. Французские короли не теряли надежды вернуть потерянную область, и это также вызывало войны. 
После смерти Роллона (931) герцогом Нормандии стал его сын Вильгельм Длинный Меч. Вильгельм усмирил восстание части нормандского дворянства, недовольного усилением власти герцога. Он вмешался в распрю между Людовиком Заморским и Гуго Великим, графом Парижским, и, примирившись с королём, увеличил Нормандию присоединением  Авранша и Кутанса. 
Когда Вильгельм был изменнически убит (942) Арнульфом I, графом Фландрским (за помощь, оказанную врагу последнего), герцогом нормандским был признан малолетний сын убитого, Ричард. Людовик Заморский явился в Руан, желая взять в свои руки управление Нормандией вместо малолетнего Ричарда. Он увёз последнего к своему двору и стал стремиться к полному подчинению герцогства. Норманны разделились, началась борьба партий. Король и Гуго Парижский, которому была обещана часть Нормандии, вступили в неё, но на помощь нормандской партии пришёл датский король Харальд I Синезубый. Людовик попал в руки норманнов и должен был подтвердить уступку Нормандии. Фактически Нормандия стала самостоятельным государством. Вскоре отношения между Нормандией и королём вновь обострились (Людовик был напуган обручением герцога Ричарда с дочерью Гуго Парижского). Король призвал на помощь германского короля Оттона I, но поход кончился ничем. Отношения между Нормандией и королевской властью оставались враждебными и при новом короле, Лотаре: он также воевал с Ричардом, который опять призвал на помощь Харальда Синезубого. Король Лотарь должен был заключить мир (969), а часть норманнов, пришедших с Харальдом, осталась в Нормандии и крестилась. Вступление в 987 году на королевский престол Гуго Капета — шурина Ричарда — изменило в благоприятном смысле отношения между королевской властью и Нормандией. Ричард умер в 996 году, назначив своим наследником сына.

## XI век
При Ричарде II начались тесные отношения Нормандии с Англией: сестра Ричарда, Эмма Нормандская была замужем за Этельредом, королём Англии, и Этельред, изгнанный датчанами, укрылся в Нормандии. Ричарду II наследовал старший его сын от первой жены Юдифи (дочери Конана I, герцога Бретонского), Ричард III, умерший в первый же год своего правления (1027). Ричарду III наследовал его брат Роберт Дьявол. Роберт воевал с Бретанью и, за помощь королю Генриху I против его брата, получил часть французского Вексена до Понтуаза. Роберт умер в 1035 году, во время паломничества в Иерусалим. Наследником своим он заставил признать Вильгельма, его сына от наложницы. Начало и конец царствования Вильгельма были для Нормандии эпохой смут и войн. Вильгельму пришлось выдержать борьбу со своим двоюродныи братом Ги (сыном графа Бургундского), предъявлявшим, вследствие незаконности рождения Вильгельма, свои права на нормандский престол. Вильгельму помог король Генрих, и он утвердился в Нормандии.

## Завоевание нормандцамиАнглии
В 1066 году Вильгельм завоевал Англию, и таким образом дом герцогов нормандских получил и английскую корону. Наследником Вильгельма в Нормандии стал его старший, малоспособный сын Роберт, которому пришлось вести борьбу с младшим братом, английским королём Вильгельмом II Рыжим. Отправляясь в 1096 году в первый крестовый поход, Роберт заложил Нормандию Вильгельму, который занял герцогство и вёл из-за французского Вексена борьбу с королём Филиппом. Кроме того, Вильгельм воевал с Мэном. По смерти Вильгельма Рыжего Нормандия и Англия вновь разделились. Возвратившийся из крестового похода (1101), Роберт вступил в борьбу со своим младшим братом Генрихом, захватившим, вопреки правам Роберта, английский престол. 28 сентября 1106 года, в битве при Таншбре, Роберт был разбит, взят в плен и заключён в замок Кардифф, где и умер в 1134 году.
Нормандия вновь соединилась под одной властью с Англией. Людовик VI Французский должен был уступить Генриху сюзеренные права над Мэном и Бретанью. Генриху I пришлось выдержать ещё упорную борьбу из-за Нормандии с сыном Роберта, Вильгельмом, которого поддерживали многие нормандцы и французский король Людовик VI (королю помогали графы Фландрский и Анжуйский), но Генрих счастливо вышел и из этой борьбы. Ещё при жизни Генриха I его дочь Матильда была признана наследницей Англии. По смерти Генриха I (1135) началась борьба между Стефаном Блуаским и Матильдой, бывшей во втором браке за Жоффруа Плантагенетом Анжуйским. Жоффруа Плантагенет в 1142 году овладел Нормандией. Некоторое время спустя Людовик VII признал сына Жоффруа, Генриха Плантагенета, герцогом нормандским. Генрих наследовал в 1154 году Стефану и в Англии, и таким образом Нормандия вновь соединилась с ней. Убиение Иоанном Безземельным Артура и его отказ явиться на суд пэров дали французскому королю Филиппу II Августу повод начать войну с Иоанном, против которого восстали и многие нормандские бароны.

## Потеря независимости
В 1203—1204 годах Нормандия была завоёвана Филиппом; она перестала существовать как особое государство и вошла в состав доменов французских королей. Только Нормандские острова — Джерси и Гернси и более мелкие — остались до настоящего времени под властью Англии. Филипп сохранил обычаи герцогства и права коммун. Нормандия быстро стала свыкаться с французским владычеством и постепенно стала совершенно французской провинцией. Формально английский король отказался от своих прав на Нормандию по договору с Людовиком IX лишь 4 декабря 1259 года. 19 марта 1315 года король Людовик X дал Нормандии грамоту (Charte aux Normands), предоставлявшую ей значительные льготы и особый суд. Во время Столетней войны Нормандия часто служила главным театром военных действий. Мир в Бретиньи (8 мая 1360 года) оставил её во власти французского короля, но в 1417—1419 годах она была завоёвана английским королём Генрихом V, причём нормандцы очень неохотно перешли под власть Роллонова потомка, бывшего для них теперь уже чужеземцем. Договор в Труа (21 мая 1420 года) признавал Нормандию частью Франции, так как Генрих V, «регент и наследник Франции», обещал, по вступлении на французский престол, воссоединить Нормандию с Французской монархией. Нормандия находилась во власти англичан до 1449 года, когда войска Карла VII завоевали её. Карл VII обещал Нормандии сохранение её привилегий, соблюдение Charte aux Normands и местных обычаев. Нормандия навсегда стала провинцией Франции. Она сохраняла некоторые особенности вплоть до революции 1789 года, когда исчезли все особые права и привилегии отдельных провинций.